# Bính
Bính là một trong số 10 can của Thiên can, thông thường được coi là thiên can thứ ba. Đứng trước nó là Ất, đứng sau nó là Đinh.
Về phương hướng thì Bính chỉ phương chính nam. Theo Ngũ hành thì Bính tương ứng với Hỏa, theo thuyết Âm-Dương thì Bính là Dương.
Thiên can gắn liền với chu kỳ sinh trưởng của thực vật. Bính chỉ nội nhiệt cung cấp năng lượng cho cây cối hay thời kỳ cây cối đâm chồi nảy lộc.
Năm trong lịch Gregory ứng với can Bính kết thúc là 6. Ví dụ 1966, 1976, 1986, 1996, 2006, 2016 v.v.

## Các can chi Bính
- Bính Tý
- Bính Dần
- Bính Thìn
- Bính Ngọ
- Bính Thân
- Bính Tuất